# 北海道道263号八雲今金線
北海道道263号八雲今金線（ほっかいどうどう263ごう やくもいまかねせん）は、北海道二海郡八雲町と瀬棚郡今金町を結ぶ一般道道（北海道道）である。

## 概要

### 路線データ
- 起点：北海道二海郡八雲町上八雲（北海道道42号八雲北檜山線交点）
- 終点：北海道瀬棚郡今金町字今金（国道230号交点）
- 総延長：19.894 km
- 実延長：19.179 km
- 重用延長：0.715 km

## 歴史
- 1957年（昭和32年）7月25日 - 189号として路線認定[1]。
- 1994年（平成6年）10月1日 - 路線番号を263号に変更[2]。

この路線の前身は、1922年（大正11年）7月21日に認定された準地方費道95号利別八雲線である。

## 路線状況

### 重複区間
- 北海道道232号今金北檜山線：今金町字八束 - 今金町字田代
- 北海道道936号丹羽今金線：今金町字今金

### 道路施設

#### 主な橋梁
- 日進橋（62 m、オチャラッペ川、今金町八束）
- 今金橋（273 m、後志利別川、今金町田代-今金町今金）

## 地理

### 通過する自治体
- 渡島総合振興局
  - 二海郡八雲町
- 檜山振興局
  - 瀬棚郡今金町

### 交差する道路
八雲町
- 北海道道42号八雲北檜山線 - 上八雲（起点）

今金町
- 北海道道232号今金北檜山線 - 八束、田代（重複）
- 北海道道936号丹羽今金線 - 今金（重複）
- 国道230号 - 今金（終点）